# Sécheresse (revue)
Science et changements planétaires/sécheresse (appelé plus couramment Sécheresse) est une revue scientifique française.

## Présentation
Sécheresse est destinée à toutes les personnes qui doivent œuvrer pour la lutte contre la sécheresse et ses conséquences physiques, humaines, économiques et sociales.
La revue a pour ambition de concentrer les informations issues des nombreux secteurs d’activités concernés et d’en favoriser la diffusion auprès des agents de terrain et des décideurs, quelle que soit leur localisation géographique.
Actuellement, le directeur de publication est Gilles Cahn.